# Grau Rømer
Rømer és una escala de temperatura en desús proposada per l'astrònom danès Ole Christensen Rømer l'any 1701.
En aquesta escala, el zero va ser inicialment a la temperatura de congelació de la salmorra. El punt d'ebullició de l'aigua es va definir com 60 graus. Rømer va veure que el punt de congelació de l'aigua queia a gairebé un vuitè d'aquest valor (7,5 graus), i va fer servir aquest valor com un altre punt de referència. La unitat de mesura en aquesta escala, el grau Rømer, equival a 40/21 d'un kelvin (o d'un grau Celsius). El símbol del grau Rømer a vegades pot ser ºR però per evitar confusions amb els graus Rankine (ºRa) i els graus Réaumur (ºRé), s'utilitza el símbol ºRø.
Una història plausible al voltant de la creació de l'escala Fahrenheit és que Daniel Gabriel Fahrenheit, vas saber l'existència de l'escala de Rømer i el va visitar el 1708; va millorar l'escala, incrementant el nombre de divisions per un factor de quatre i va quedar establerta l'escala que coneixem actualment amb el nom de Fahrenheit l'any 1724.